# Карбуна
Карбуна (рум. Cărbuna, Кэрбуна) — село в Яловенском районе Молдавии. Относится к сёлам, не образующим коммуну.

## География
Село расположено на высоте 96 метров над уровнем моря.

## Население
По данным переписи населения 2004 года, в селе Кэрбуна проживает 2140 человек (1054 мужчины, 1086 женщин).
Этнический состав села:
| Национальность | Число жителей | Процентный состав |
| -------------- | ------------- | ----------------- |
| молдаване      | 2119          | 99.02             |
| румыны         | 11            | 0.51              |
| русские        | 6             | 0.28              |
| болгары        | 2             | 0.09              |
| украинцы       | 1             | 0.05              |
| гагаузы        | 1             | 0.05              |
| Всего          | 2140          | 100%              |